# Elizabeth Feldsteinová
Elizabeth Greerová Feldsteinová (nepřechýleně Elizabeth Greer Feldstein zvaná také Beanie; * 24. června 1993, Los Angeles, Spojené státy americké) je americká herečka a zpěvačka. Proslavila se zejména hlavní rolí v komediálním filmu Sousedi 2 (2016), v komediálně-dramatickém filmu Lady Bird (2017) a v komediálním filmu Šprtky to chtěj taky (2019). Film Lady Bird jí vynesl i nominaci na cenu Zlatý glóbus za nejlepší herecký výkon (komedie nebo muzikál).

## Život a vzdělání
Elizabeth se narodila v Los Angeles návrhářce kostýmů a módní stylistce Sharon Lynové (rozené Chalkinové) a Richardovi Feldsteinovi, což byl účetní skupiny Guns N 'Roses židovského původu. Elizabeth je nejmladší ze tří dětí. Jejím starším bratrem je herec Jonah Hill a její nejstarší bratr Jordan Feldstein (1977–2017) byl manažer skupiny Maroon 5 a zemřel ve svých 40 letech na krevní sraženinu.
Když byla batole, dostala od své opatrovatelky přezdívku „Beanie“ a přezdívka jí zůstala až do nynějška.
Navštěvovala školu Harvard-Westlake School v Los Angeles a chodila také do divadelního tábora Stagedoor Manor v New Yorku. Její nejlepší kamarád je již od střední školy herec Ben Platt, který je nyní i jejím hereckým kolegou na Broadwayi. V roce 2015 dostudovala obor sociologie na univerzitě Wesleyan v Ohiu.

## Kariéra
Elizabeth debutovala v herectví v roce 2002 účinkováním v komediálním seriálu stanice ABC s názvem My wife and Kids (Moje žena a děti). V roce 2012 si zahrála roli Megan v prvním dílu seriálu Madison High.
Roku 2015 se objevila jako host ve třetí sezóně komediálního seriálu z dílny Netflix s názvem Holky za mřížemi . Téhož roku také ztvárnila roli Anny v komediálním filmu Fan Girl.
Herečka se více proslavila až rolí v komediálním filmu Sousedi 2 po boku Setha Rogena a Zaca Efrona . Film byl vydán 20. května 2016. Dále ztvárnila např. roli Lydie Harrisové v dramatickém seriálu od HBO s názvem The Devil you know (Ďábel, kterého znáš) a menší roli si zahrála i v jedné epizodě seriálu Will & Grace.
Dne 18. října 2016 bylo oznámeno, že bude Elizabeth hrát roli Minnie Fayové v remaku Hello, Dolly! na Broadwayi po boku Betty Midlerové. Show začala zkouškami 15. března 2017 a byla pak oficiálně zahájena 20. dubna 2017. Její výkon si vysloužil u kritiků pozitivní recenze.
Zahrála si také v komediálním filmu The Female Brain (Ženský mozek), což byl debut režisérky Whitney Cummingsové, který měl premiéru na filmovém festivalu v Los Angeles v červnu 2017. Po boku Saoirse Ronanové a Laurie Metcalfové si zahrála ve filmu Grety Gerwigové s názvem Lady Bird, který byl v roce 2017 vydán s velkým ohlasem kritiků. Film získal nominaci na Oscara za nejlepší film. Spolu s ostatními herci byla nominována na cenu Screen Actors Guild Award za vynikající herecký výkon.
V roce 2019 si zahrála ve více epizodách první sezóny televizního hororového komediálního seriálu What We Do in the Shadows (Co děláme v temnotách). Její herecký výkon měl pozitivní ohlas u kritiků. Měla se objevit i ve druhé sérii tohoto seriálu, ale kvůli jiným filmovým závazkům se tak nakonec nestalo.
V roce 2019 také ještě hrála ve filmu Šprtky to chtěj taky, což byl režijní debut herečky Olivie Wildeové. Její herecký výkon obdržel skvělý kritický ohlas a také nominaci na Zlatý Glóbus za nejlepší ženský herecký výkon (komedie/muzikál). Ztvárnila také hlavní roli v komediálním filmu How to Build a Girl (Jak si postavit holku), což byl film založen na stejnojmenné knize autorky Caitlin Moranové. Za tuto roli obdržela taktéž pozitivní hodnocení.
V roce 2020 si zahrála malou roli jako Tess Andersonová, nová stážistka v nemocnici Gray Sloan Memorial v seriálu Chirurgové. Uvedla, že objevit se v tomto seriálu bylo jejím snem od útlého věku.
Poskytla svůj hlas také postavičce terapeutky podpůrné skupiny v seriálu Simpsonovi v epizodě „Frinkcoin“. Objevila se i v televizních speciálech Saturday Night Seder a Take Me to the World: A Sondheim 90. Celebration, kde spolu s Benem Plattem předvedla cover písně „It Takes Two“ z muzikálu Into the Woods .
Feldstein bude hrát hlavní roli v dramatickém filmu The Humans, založeném na stejnojmenné hře stejného jména od Stephena Karama.
6. srpna 2019 bylo oznámeno, že bude hrát jako Monica Lewinsky ve třetí sezóně American Crime Story s podtitulem Impeachment. 29. srpna 2019 bylo oznámeno, že Feldstein bude hrát ve filmové adaptaci Richarda Linklatera s názvem Merrily We Roll Along, která bude natočena v průběhu dvaceti let. Natáčení první části filmu již bylo dokončeno. Elizabeth by měla hrát po boku Bena Platta a Blakea Jennera.

## Osobní život
Otevřeně se považuje za queer a od roku 2018 je ve vztahu s anglickou filmovou producentkou Bonnie Chance Robertsovou.

## Filmografie

### Film
| Rok  | Titul                                       | Role                      | Poznámky       |
| ---- | ------------------------------------------- | ------------------------- | -------------- |
| 2016 | Sousedi 2                                   | Nora                      |                |
| 2017 | The Female brain (Ženský mozek)             | Abby                      |                |
| 2017 | Lady Bird                                   | Julianne "Julie" Steffans |                |
| 2019 | Šprtky to chtěj taky                        | Molly Davidsonová         |                |
| 2019 | How to build a girl (Jak si postavit holku) | Johanna Morriganová       |                |
| 2021 | The Humans (Lidé)                           | Brigid                    | V postprodukci |
| 2021 | Vesele se valíme                            | Mary Flynnová             | V postprodukci |

### Seriály
| Rok  | Titul                                             | Role                             | Poznámky                                   |
| ---- | ------------------------------------------------- | -------------------------------- | ------------------------------------------ |
| 2002 | My Wife and Kids                                  | Beanie                           | Epizoda: „Přikrčená matka, skrytý otec“    |
| 2012 | Madison High                                      | Marty                            | Neprodaný televizní pilot                  |
| 2015 | Holky za mřížemi                                  | 2004 Party Girl                  | Epizoda: „Where My Dreidel At“             |
| 2015 | Fan Girl                                          | Anna                             | Televizní film                             |
| 2015 | The Devil you know                                | Lydia Harrisová                  | Epizoda: „Pilot“                           |
| 2017 | Will & Grace                                      | Stella                           | Epizoda: „Kdo je tvůj taťka“               |
| 2019 | What We do in the Shadows                         | Jenna                            | 4 epizody                                  |
| 2020 | Simpsonovi                                        | Hlas terapeutky podpůrné skupiny | Epizoda: „ Frinkcoin “                     |
| 2020 | Chirurgové                                        | Tess Andersonová                 | Epizoda: „Snowblind“                       |
| 2020 | Saturday Night Seder                              | Sebe                             | Televizní speciál                          |
| 2020 | Take Me to the World: A Sondheim 90th Celebration | Sebe / účinkující                | Televizní speciál                          |
| 2020 | Home movie: The Princess Bride                    | Princezna Buttercup              | Epizoda: „Definitivní utrpení“             |
| 2020 | Make it work!                                     | Sebe                             | Televizní speciál                          |
| 2021 | American Crime Story: Impeachment                 | Monica Lewinsky                  | Hlavní role                                |
| 2021 | Harriet the Spy                                   | hlas Harriet M. Welschové        | Připravovaný animovaný seriál; hlavní role |

### Videoklipy
| Rok  | Titul            | Umělci                    | Role |
| ---- | ---------------- | ------------------------- | ---- |
| 2018 | „Girls like you“ | Maroon 5 spolu s Cardi B. | Sebe |

## Ocenění a nominace
| Rok  | Cena                                         | Kategorie                                        | Film                      | Výsledek   |
| ---- | -------------------------------------------- | ------------------------------------------------ | ------------------------- | ---------- |
| 2018 | Cena Screen Actors Guild Award               | Vynikající herecký výkon ve filmu                | Lady Bird                 | Nominovaná |
| 2018 | Ocenění Circuit Community Award              | Nejlepší obsazení                                | Lady Bird                 | Vyhrála    |
| 2018 | Cena asociace online filmu a televize        | Nejlepší soubor                                  | Lady Bird                 | Vyhrála    |
| 2018 | Cena Gold Derby                              | Nejlepší obsazení                                | Lady Bird                 | Nominovaná |
| 2019 | Cena asociace online filmu a televize        | Nejlepší hostující herečka v komediálním seriálu | What we do in the Shadows | Nominovaná |
| 2019 | Cena nezávislých kritiků IndieWire           | Nejlepší herečka                                 | Šprtky to chtěj taky      | Nominovaná |
| 2019 | Cena CinemaCon                               | Ženské hvězdy zítřka (sdílené s Kaitlyn Dever )  | Šprtky to chtěj taky      | Vyhrála    |
| 2019 | Cena asociace hollywoodských kritiků         | Nejlepší herečka                                 | Šprtky to chtěj taky      | Nominovaná |
| 2020 | Cena Golden Schmoes                          | Průlomový výkon roku                             | Šprtky to chtěj taky      | Nominovaná |
| 2020 | Cena Queerty                                 | Filmové představení                              | Šprtky to chtěj taky      | Nominovaná |
| 2020 | Cena asociace online filmu a televize        | Nejlepší průlomový výkon: Žena                   | Šprtky to chtěj taky      | Nominovaná |
| 2020 | Cena Dorian Award                            | Vycházející hvězda roku                          | Šprtky to chtěj taky      | Nominovaná |
| 2020 | Mezinárodní filmový festival v Santa Barbaře | Cena Virtuoso                                    | Šprtky to chtěj taky      | Vyhrála    |
| 2020 | Cena Zlatý glóbus                            | Nejlepší herečka – komedie nebo muzikál          | Šprtky to chtěj taky      | Nominovaná |